# 昆圖斯·凱基利烏斯·梅特盧斯·馬其頓尼庫斯
昆图斯·凯基利乌斯·梅特卢斯·馬其頓尼庫斯（Quintus Caecilius Metellus Macedonicus，约前210年—前116年/前115年），罗马政客和军人。他在前148年任裁判官，前143年任执政官，前142年任近西班牙的资深执政官，前143年任监察官。他是昆圖斯的长子，祖父是卢基乌斯。

## 生平
梅特卢斯有辉煌的战绩，参与了第三次马其顿战争，并在第四次马其顿战争中发挥了关键作用。在前148年，以裁判官的身份，他带领罗马军队两次击败了安德里斯库斯，一个冒称自己是马其顿安提柯王朝末代国王玻尔修斯之子的人。安德里斯库斯带领着一支从色雷斯招募的军队，以解放马其顿名义，反抗罗马。 在梅特卢斯的高压下，马其顿王国降为了罗马的一个行省。因此，他为自己赢得了一个荣名（agnomen），并且自那以后在他的家族名中增加了马其顿征服者之名。
在前147年，他在斯卡菲亚战役中击败了克里托劳斯。前146年，在奇羅尼亞的阿卡迪亞州，梅特卢斯被派往同亚该亚同盟的战争，以报复后者对在科林斯的罗马使馆的侮辱。因为他是在执政官穆米乌斯的领导下最终取得了亚该亚战争的胜利，所以直到他在斯卡菲亚战役中获胜，使他得到了他应得的胜利庆祝，在他返回罗马后，他获得了罗马式凯旋，并获得荣名“Macedonicus”，意为“马其顿征服者”。随后，他在战神广场 (罗马)里建立了塞西利斯（Porticus Caecilii），后来成为了奥塔维亚的波提亚(Porticus Octaviae)。他还建了两座宏伟的庙宇，分别供奉朱庇特和朱诺的。 这些是第一个在罗马用大理石建造的寺庙，用他从希腊带回的亚历山大大帝诸将军骑马雕像装饰。
前143年，在执政官任上，他在努曼廷战争期间，率军在伊斯巴尼亚中部（central Hispania）击败了凱爾特伊比利亞人。 他打败了阿雷瓦西人（Arevaci）部落。 他没有参与努曼西亚的作战，努曼西亚成为了战争焦点并抵抗十年。
前133年，他发表了讲话攻击提比略·格拉古改革部落大会计划绕过元老院的传统特权并把刚逝世的帕加马王阿塔罗斯三世的巨额财产置于平民会议控制下， 阿塔罗斯把他的国家交给了罗马人。
前131年，梅特卢斯当选监察官，大胆地承诺要阻止日益衰亡的罗马风俗。在他的任命演说中，他提出婚姻是对所有公民都是强制性的，目的是为了终结当时已经广泛存在的自由主义。一个世纪后，奥古斯都在元老院发表了这篇演讲，并发表了一项关于罗马人民知识和再生的法令。他的说教引起了公民强烈反对——由保民官盖乌斯发起的，他在早先被元老院开除。梅特卢斯差点被暴徒杀死在Tarpeian Rock岩石上。
后来，他和小西庇阿之间有一些争议，但是他从未忘记对手的优点，小西庇阿的死令他哀伤，他命令他的儿子把小西庇阿的尸体带到火葬。
他以雄辩的口才和对艺术的品味著称，他死于前116/前115年。 他被普遍认为是一个幸运的罗马人的典范，因为他出身显赫，他在军政界获得了所有荣誉，并且留下了四个儿子，其中一个是当时的执政官，两个曾经是，最后一个也将成为执政官。他的两个女婿普布利烏斯·康內留斯·西庇阿·納西卡·塞拉皮奧和Gaius Servilius Vatia也会成为执政官。

## 家庭
他的孩子： 
- 昆圖斯·凱基利烏斯·梅特盧斯·巴勒阿里庫斯
- Lucius Caecilius Metellus Diadematus
- Marcus Caecilius Metellus
- Gaius Caecilius Metellus Caprarius
- Caecilia Metella, born c. 170 BC, 普布利烏斯·康內留斯·西庇阿·納西卡·塞拉皮奧的妻子 (前111年任执政官)
- Caecilia Metella, born c. 170 BC, wife of Gaius Servilius Vatia

## 在流行文化

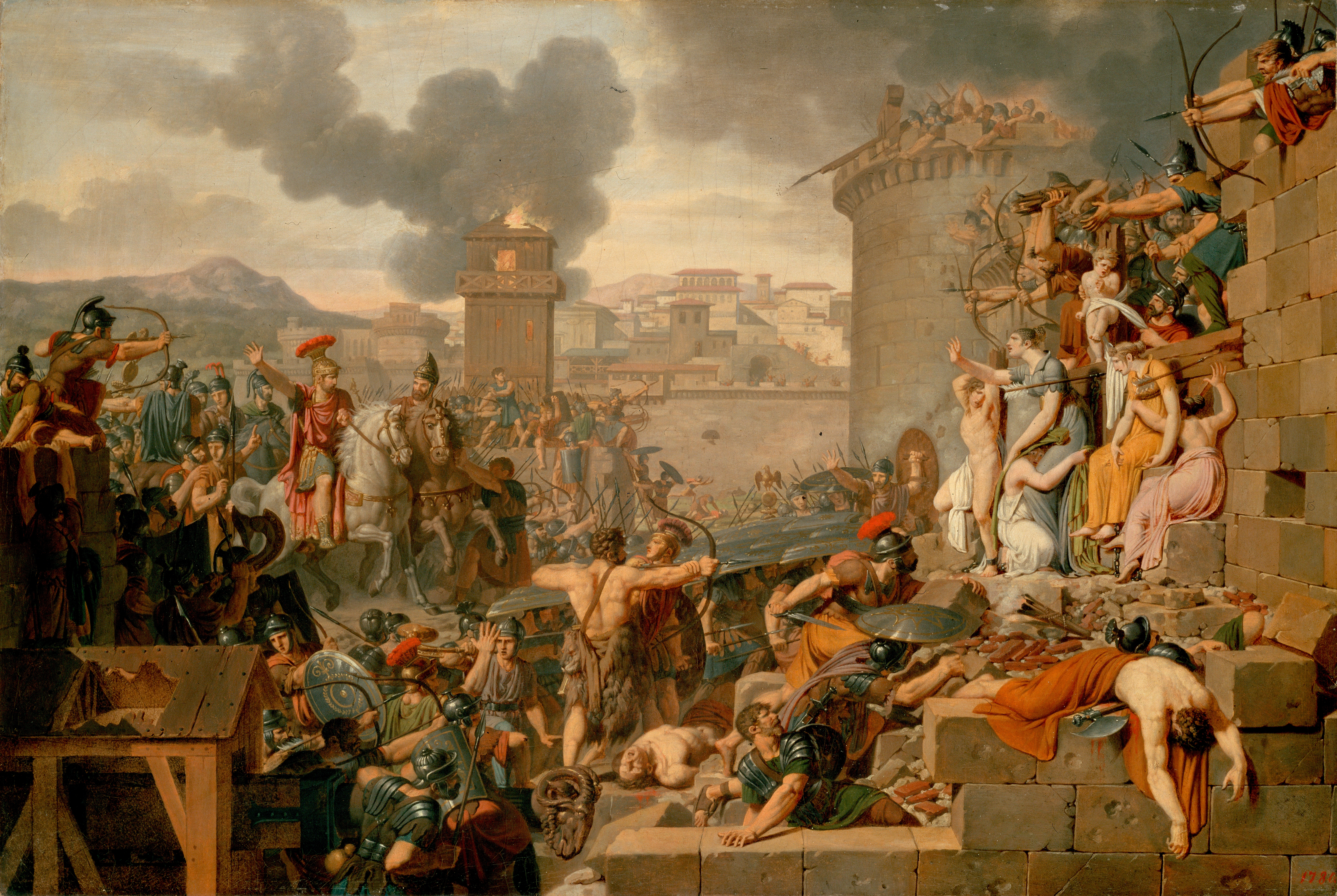
梅特路斯正在围城，现藏于圣彼得堡，埃尔米塔日博物馆。

在1961年电影《百夫长》The Centurion中由Gordon Mitchell扮演梅特卢斯。
《Metellus raising the siege》，Armand-Charles Caraffe的画作，描绘了前142年梅特卢斯围攻Centobrigia，为了挽救无数的生命。

## 文中引文
1. ↑  祖父名：Lucius Caecilius Metellus
2. ↑  Clypeus Macedoniccus
3. ↑  Stockton 69
4. ↑  Gaius Atinius Labeo Macerio

## 扩展阅读
- Manuel Dejante Pinto de Magalhães Arnao Metello and João Carlos Metello de Nápoles, "Metellos de Portugal, Brasil e Roma", Torres Novas, 1998.